# Els Segadors
Els Segadors je službena himna Katalonije, autonomne pokrajine na sjeveroistoku Španjolske. U prijevodu znači "Kosci". Bila je neslužbena himna katalonskog naroda od 19. stoljeća, a katalonska vlada ju je 1993. godine proglasila nacionalnom himnom.
Himna se temelji na događaju 1639. – 1640., kada su se Katalonci oduprli grofu-vojvodi Olivaresu, glavnom ministru Kralja Filipa IV Španjolskog. Tzv. Guerra dels Segadors ili Rat Žeteoca.

## Povijest
Modernu verziju teksta napisao je 1899. Emili Guanyavents; uglazbio ju je Francesc Alió 1892. prema staroj popularnoj verziji teksta.

## Himna
| Catalunya triomfant, tornarà a ser rica i plena. Endarrera aquesta gent tan ufana i tan superba.           | Katalonija pobjedonosna, bit će opet bogata i plodna, Iza ovih ljudi Tako ponosnih i gordih.                        |
| Bon cop de falç, Bon cop de falç, Defensors de la terra! Bon cop de falç!                                  | Dobar zamah srpom, Dobar zamah srpom, Branitelji zemlje! Dobar zamah srpom!                                         |
| Ara és hora, segadors. Ara és hora d'estar alerta. Per quan vingui un altre juny esmolem ben bé les eines. | Sad je vrijeme, kosci. Sad je vrijeme da budemo spremni. Kad novi lipanj dođe, Naoštrimo dobro naše alatke.         |
| Bon cop de falç, Bon cop de falç, Defensors de la terra! Bon cop de falç!                                  | Dobar zamah srpom, Dobar zamah srpom, Branitelji zemlje! Dobar zamah srpom!                                         |
| Que tremoli l'enemic en veient la nostra ensenya. Com fem caure espigues d'or, quan convé seguem cadenes.  | Neka neprijatelj zadrhti Kad ugleda naše zastave. Kao što zlatno klasje kosimo, Kad zatreba, i okove ćemo pokositi. |
| Bon cop de falç, Bon cop de falç, Defensors de la terra! Bon cop de falç!                                  | Dobar zamah srpom, Dobar zamah srpom, Branitelji zemlje! Dobar zamah srpom!                                         |